# Atypophthalmus (Atypophthalmus) andringitrae
Atypophthalmus (Atypophthalmus) andringitrae is een tweevleugelige uit de familie steltmuggen (Limoniidae). De soort komt voor in het Afrotropisch gebied.